# ひづき夜宵
ひづき 夜宵（ひづき やよい、6月1日 - ）は、日本のイラストレーター、漫画家。女性。『八卦電影城』（はっけでんえいじょう）という同人サークルを主宰している。

## 作品

### ゲーム
- プリンセスラバー! 〜Eternal Love For My Lady〜（カットイン・SDキャラ原画）
- アクロウム・エチュード Canvas4（一部原画）
- ワルキューレロマンツェ 少女騎士物語（SD原画）
- ワルキューレロマンツェ More＆More（SD原画）

### 漫画
- ピコっとチョコラ（FlexComixブラッド全1巻）
- りとるきんぐクラリス陛下☆（パソコンパラダイス2008年1月号、読切）
- 恋姫†夢想（電撃G's Festival! COMICVol.2〜Vol.14、全2巻）
- つい×つい～Twins×Twins～（とわコミ！2016年11月12日[3]〜2017年7月28日、未単行本化）

### アンソロジーコミック
- ゼロの使い魔 公式アンソロジーコミック 火（ケーン）魔法の章（MFコミックス、12ページ）
- ゼロの使い魔 公式アンソロジーコミック 水（ラグース）魔法の章（MFコミックス、10ページ）
- いけ! いけ! 僕らのリトルバスターズ!（ハーヴェスト出版、14ページ）
- リトルバスターズ！アンソロジーVOL.3（宙出版、表紙イラスト）
- マジキュー4コマ リトルバスターズ!(5)、(6)（エンターブレイン、6ページ 4ページ）
- ゼロの使い魔 公式アンソロジーコミック 火のルビーの章（MFコミックス、8ページ）
- リトルバスターズ! エクスタシー コミックアラカルト（角川書店）
- リトルバスターズ!エクスタシーコミックアンソロジー 1（アスキー・メディアワークス）

### 小説挿絵
- リミットレス!（須堂項著 MF文庫J）
- リトルバスターズ!SSS Vol.1（なごみ文庫）
- リトルバスターズ!「三枝葉留佳の事件簿」（雑賀匡著 なごみ文庫）
- リトルバスターズ!エクスタシーSSS Vol.1（なごみ文庫）
- くらなど。2（なごみ文庫）
- リトルバスターズ!エクスタシー〜僕らの学園祭戦争〜（村田治著 なごみ文庫）
- Rewrite SSS vol.1（なごみ文庫）
- とぅ うぃっち せる!（一色銀河著 電撃文庫）
- 恋愛撲滅隊コイスル（葛西伸哉著 ファミ通文庫）
- 奇々怪界 〜狐の里入り〜（藤原休樹 with 企画屋著 ハーヴェスト出版）
- 魔王はあまねく愛をまく!（沢上水也著 GA文庫）

### その他
- 電撃PC [超解]パワポたん（アスキー・メディアワークス）
- M2〜神甲演義〜（公式イラスト）
- SPEED アニメトランス bitter（ジャケットイラスト）
- あにめはうす☆ひっとぱれーど!（ジャケットイラスト）[4]